# Neoperla sassandrae
Neoperla sassandrae (лат.) — вид веснянок рода Neoperla из семейства настоящие веснянки (Perlidae).

## Распространение
Африка: Кот-д’Ивуар, Sassandra R. (район верхнего течения реки).

## Описание
Веснянки средней величины (около 1 см). Длина передних крыльев 10,5—11,5 мм. Желтый, между глазками небольшое светло-коричневое пятно. Крылья слегка мутные, жилки коричневатые. У самки S8 с короткой поперечной субгенитальной пластинкой. Коричневая метка на S8 крупная и глубоко выемчатая спереди, каудально она усечена. Метка резко разделена поперечной бледной полосой. Вагина базально поддерживается склеротизованными боковыми складками, дистально регулярно округлое, сверху с отчетливыми косыми складками, хорошо заметными по бокам. Сперматекальный стебель (SSt) плотно покрыт чешуей, только короткий базальный участок на вогнутой стороне голый. Длина SSt примерно в 4 раза больше длины S8 и вагины. Шипы в вагине отсутствуют, но имеется множество тонких микротрихий каудально от впадения SSt. Сперматека свернута. В целом вид Neoperla spaghetti сходен с Neoperla burgeoni. ДНК голотипа самки из Африки был секвенирован с использованием метода геномного скиминга, в результате чего было получено 2742bp митохондриальных белок-кодирующих генов. Вид максимально поддерживается (100/100/100) как вложенный в N. burgeoni, и для разрешения этого несоответствия между морфологическими и молекулярными признаками необходимы дальнейшие молекулярные исследования с использованием ядерных маркеров.

## Таксономия и этимология
Таксон был впервые описан в 2023 году немецким энтомологом Питером Цвиком (Шлиц; Германия) и австралийским биологом Андреасом Цвиком (Australian National Insect Collection; CSIRO; Канберра, Австралия). Название вида обозначает реку  (Sassandra), в районе верхнего течения которой были собраны типовые образцы.